# Lijst van voetbalinterlands Azerbeidzjan - Bahrein (vrouwen)
Deze lijst van voetbalinterlands is een overzicht van alle officiële voetbalinterlands tussen de nationale vrouwenteams van Azerbeidzjan en Bahrein. De landen hebben tot nu toe één keer tegen elkaar gespeeld.

## Wedstrijden
| № | Plaats | Datum         | Competitie        | Wedstrijd              | Uitslag |
| - | ------ | ------------- | ----------------- | ---------------------- | ------- |
| 1 | Paphos | 13 maart 2015 | Vriendschappelijk | Azerbeidzjan − Bahrein | 4 − 0   |

## Samenvatting
| Competitie        | Totaal gespeeld | Winst Azerbeidzjan | Gelijk | Winst Bahrein | Doelsaldo Azerbeidzjan – Bahrein |
| ----------------- | --------------- | ------------------ | ------ | ------------- | -------------------------------- |
| Vriendschappelijk | 1               | 1                  | 0      | 0             | 4 − 0                            |
| Totaal            | 1               | 1                  | 0      | 0             | 4 − 0                            |